# White Heath
White Heath – jednostka osadnicza w Stanach Zjednoczonych, w stanie Illinois, w hrabstwie Piatt.